# درک فاکرلی
درک فاکرلی (انگلیسی: Derek Fazackerley؛ زادهٔ ۵ نوامبر ۱۹۵۱) بازیکن فوتبال اهل بریتانیا است.
از باشگاه‌هایی که در آن بازی کرده‌است می‌توان به باشگاه فوتبال یورک سیتی، باشگاه فوتبال بلکبرن روورز، و باشگاه فوتبال بری اشاره کرد.